# صلصة الرنش
صلصة الرَّنْش أو (نقحرة: رانش) هو نوع من الصلصة الخاصة بالسلطات مكون بمزيج من اللبن و
الملح والثوم و البصل وأعشاب (غالبا  ثوم معمر وبقدونس وشبت) وتوابل (غالبا فلفل
اسود وبابريكا وبذور الخردل المطحون) ممزوج في صلصة قاعدته الأساسية
المايونيز أو نوع اخر من الزيوت. تضاف الكريمة الحامضة والزبادي في بعض
الأحيان كبديل من قبل طباخين البيوت لصنع '«بديلا اقل دهون»' . عندما غلب على الصوص الإطلاي، أصبحت صلصة الرَّنْش  أفضل مبيعا من بين الصلصات الخاصة بالسلطات في الولايات المتحدة منذ
عام 1992م. وهو أيضا مشهور كصوص
تغميس.

## التاريخ
في بداية الخمسينات ابتكر ستيف هنسون ما يعرف بصلصة الرَّنْش خلال فترة عمله كمقاول سباكة لثلاثة أعوام في ألاسكا
بوش الخاليه. في عام 1954م فتح هو وزوجته قايل هدن فالي رانش، حيثما
قدموه للضيوف. أصبح مشهوراوبدؤ بيعه في عبوات للضيوف ليأخذونه معهم لبيوتهم. وفتحوا
مصنع لصنعه بكميات وافرة. والتي منها قاموا بتوزيعها في السوبرماركت في الجنوب الغربي. وفي نهاية المطاف في
جميع أنحاء البلاد. وفي اوكتوبر 1972م. بيعت (ذا هيدن فالي رانش براند) لشركة كلوركس ب 8 ملايين دولار.

## شعبيتها
صلصة الرَّنْش معروفة في الولايات المتحدة كصوص تغميس للخضروات النية مثل البروكلي و
الجزر والكرفس وأيضا لرقائق البطاطس وأكل البارات مثل البطاطس المقلية وأجنحة الدجاج
. وهو أيضا معروف لإستخدامة للطعام المقلي مثل الفطر المقلي و الكوسه المقلية والمخلالات
المقلية و الهلابينيو وحلقات البصل وأصابع الدجاج وبالأضافة إلى ذلك صلصة
الرَّنْش تستخدم على البيتزا والمخلالات والبطاطس المشوية ولفائف الخبز والتاكو والبريتزل و
أيضا الهامبرغر.
بينما تشتهر في الولايات المتحدة وكندا، الا أن صلصة الرَّنْش غير معروفة في كثير من الأماكن في العالم. يمكن وصف النكهة «بنكهة أمريكية».